# کستنر ۱۲۳۱۸
سیارک ۱۲۳۱۸ (به انگلیسی: 12318 Kastner، نامگذاری:1992HD7) دوازده هزار و سیصد و هجدهمین سیارک کشف شده‌است که در ۳۰ آوریل ۱۹۹۲ کشف شد.
قدر مطلق سیارک برابر ۱۳٫۳۰ است.